# Alta Verapaz

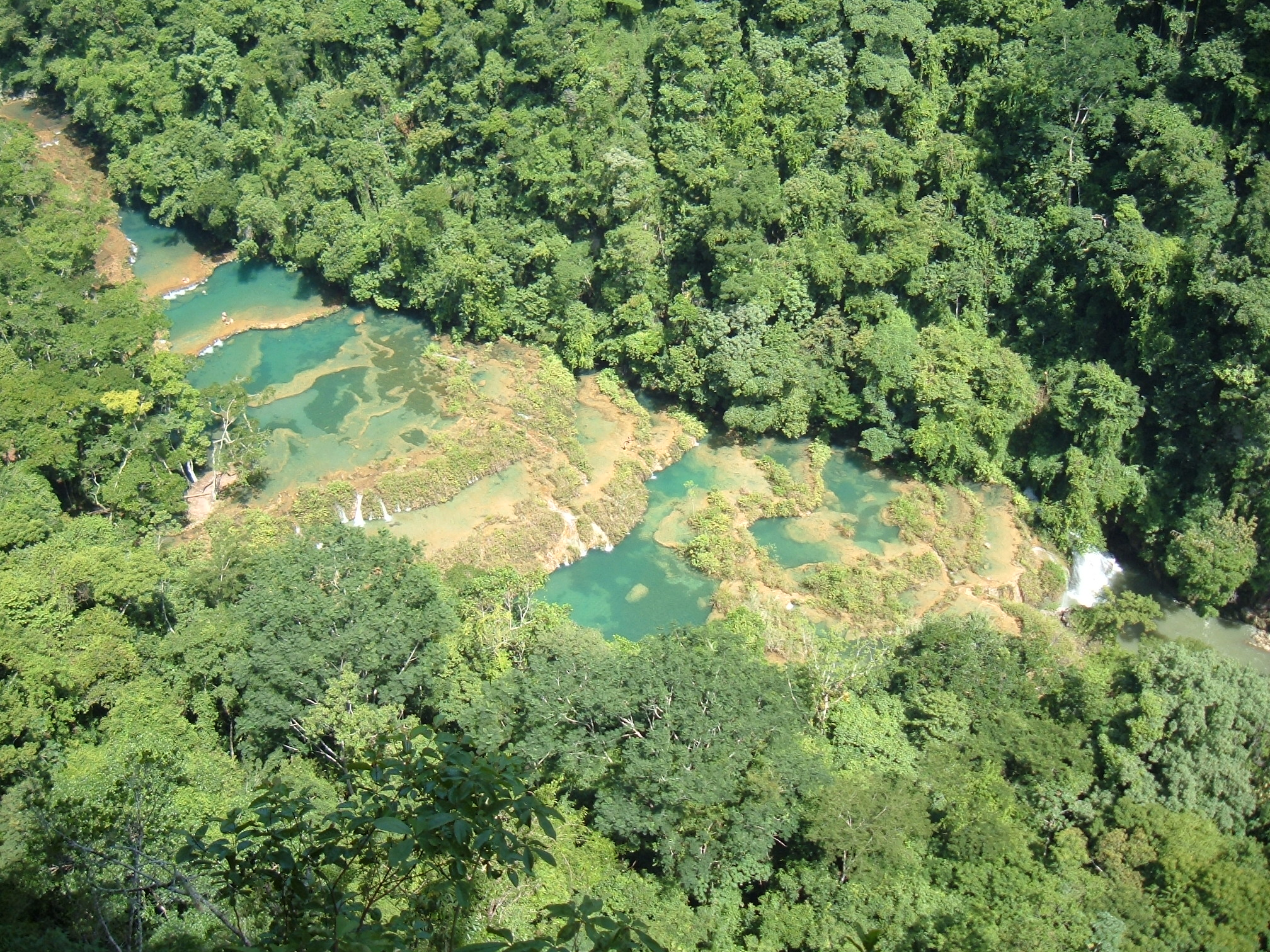
Semuc Champey- Kaskady w Parku Narodowym nad rzeką Cahabón w departamencie Alta Verapaz

Alta Verapaz – jeden z 22 departamentów Gwatemali, położony w centrum kraju, drugi pod względem wielkości. Stolicą departamentu jest miasto Cobán. W skład departamentu wchodzi 16 gmin (municipios). Departament graniczy na północy z departamentem El Petén, na wschodzie z Izabal, na południu z Zacapa, El Progreso i Baja Verapaz, oraz na zachodzie z El Quiché.
Najważniejszymi miastami w departamencie oprócz stołecznego są Chisec, San Pedro Carchá i San Cristóbal Verapaz. Departament ma charakter górzysty o średnim wyniesieniu 1316 m n.p.m. i łagodnym klimacie. 
Na terenie departamentu znajduje się kilka parków narodowych z których najbardziej znane to: Parque Natural Laguna Lachua, Parque National Grutas de Lanquin, Sierra Chinaja, RFFranja Transversal Del Norte. 

## Podział departamentu
W skład departamentu wchodzi 17 gmin (municipios).
1. Chahal
2. Chisec
3. Cobán
4. Fray Bartolomé de las Casas
5. Lanquín
6. Panzós
7. Raxruhá
8. San Cristóbal Verapaz
9. San Juan Chamelco
10. San Pedro Carchá
11. Santa Cruz Verapaz
12. Santa María Cahabón
13. Senahú
14. Tactic
15. Tamahú
16. Tucurú
17. Santa Catalina la Tinta